# Cold War (jeu vidéo)
Pour les articles homonymes, voir Cold War (homonymie).
Cold War est un jeu vidéo d'infiltration développé par Mindware Studios et édité par DreamCatcher Games, sorti en 2005 sur Windows, Mac, Linux et Xbox.

## Accueil
- Jeuxvideo.com : 10/20[1]